# 大麦状雀麦
大麦状雀麦（学名：Bromus hordeaceus）为禾本科雀麦属下的一个种。

## 扩展阅读
維基物種上的相關：大麦状雀麦